# Rust na Arbeid
Rust na Arbeid is een beltmolen aan de Kleefseweg in Ven-Zelderheide, bij Ottersum (gemeente Gennep). De stenen molen is in 1881 gebouwd.

De molen werd in 1970 verkocht aan een pottenbakker, die een deel van de inventaris uit de molen liet verwijderen om ruimte te maken voor een atelier, maar het bouwwerk nooit als zodanig in gebruik nam. Zeven jaar later werd de molen doorverkocht met de bedoeling er een bistro in te vestigen. Hiervoor werd de molen verbouwd. De bistro is er echter nooit gekomen. In 1987 werd de molen wederom verkocht en verbouwd tot woning.
In 2004 was de Rust Na Arbeid in handen van een nieuwe eigenaar gekomen, L. Pauls, die hem geheel maalvaardig liet restaureren.
Rust Na Arbeid is uitgerust met 1 koppel 17der kunststenen; het gevlucht heeft van Bussel-neuzen.
De molen is op zaterdagen van 13:00 tot 17:00 te bezoeken.